# Smothers Brothers

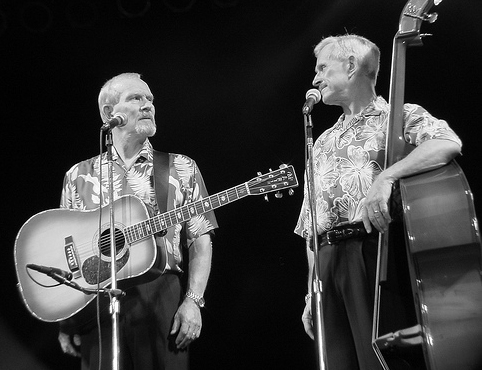
Smothers Brothers (2004)

Die Smothers Brothers waren ein Duo aus den Schauspielern, Musikern und Brüdern Thomas „Tom“ (* 2. Februar 1937 in New York City; † 26. Dezember 2023 in Santa Rosa, Kalifornien) und Richard „Dick“ Smothers (* 20. November 1938 in New York City), dessen Bühnenauftritte aus Sketchen und Folkmusik bestanden. Sie hatten in den 1960er Jahren mehrere Fernsehsendungen, darunter The Smothers Brothers Comedy Hour von 1967 bis 1969 auf CBS. Die Smothers Brothers beendeten 2010 ihre Karriere.

## Geschichte
Die Brüder wurden beide auf Governors Island im New Yorker Hafen geboren, wo ihr Vater Thomas B. Smothers Jr. stationiert war. Sie absolvierten die Redondo Union High School in Redondo Beach, Kalifornien, und besuchten die San Jose State University. Nach einer kurzen Zeit in einer Folk-Gruppe namens Casual Quintet hatten die Brüder ihren ersten professionellen Auftritt als Duo im Februar 1959 im The Purple Onion in San Francisco. Sie waren ein beliebter Act in Clubs und veröffentlichten mehrere erfolgreiche Top-40-Alben für Mercury Records, das erfolgreichste war Curb Your Tongue, Knave! 1964.
Ihr erster nationaler Fernsehauftritt war am 28. Januar 1961 in der Jack Paar Show. Am Sonntagabend, dem 4. Oktober 1963, traten die Smothers Brothers in der CBS-Varietéserie The Judy Garland Show auf, die auch Barbra Streisand präsentierte.

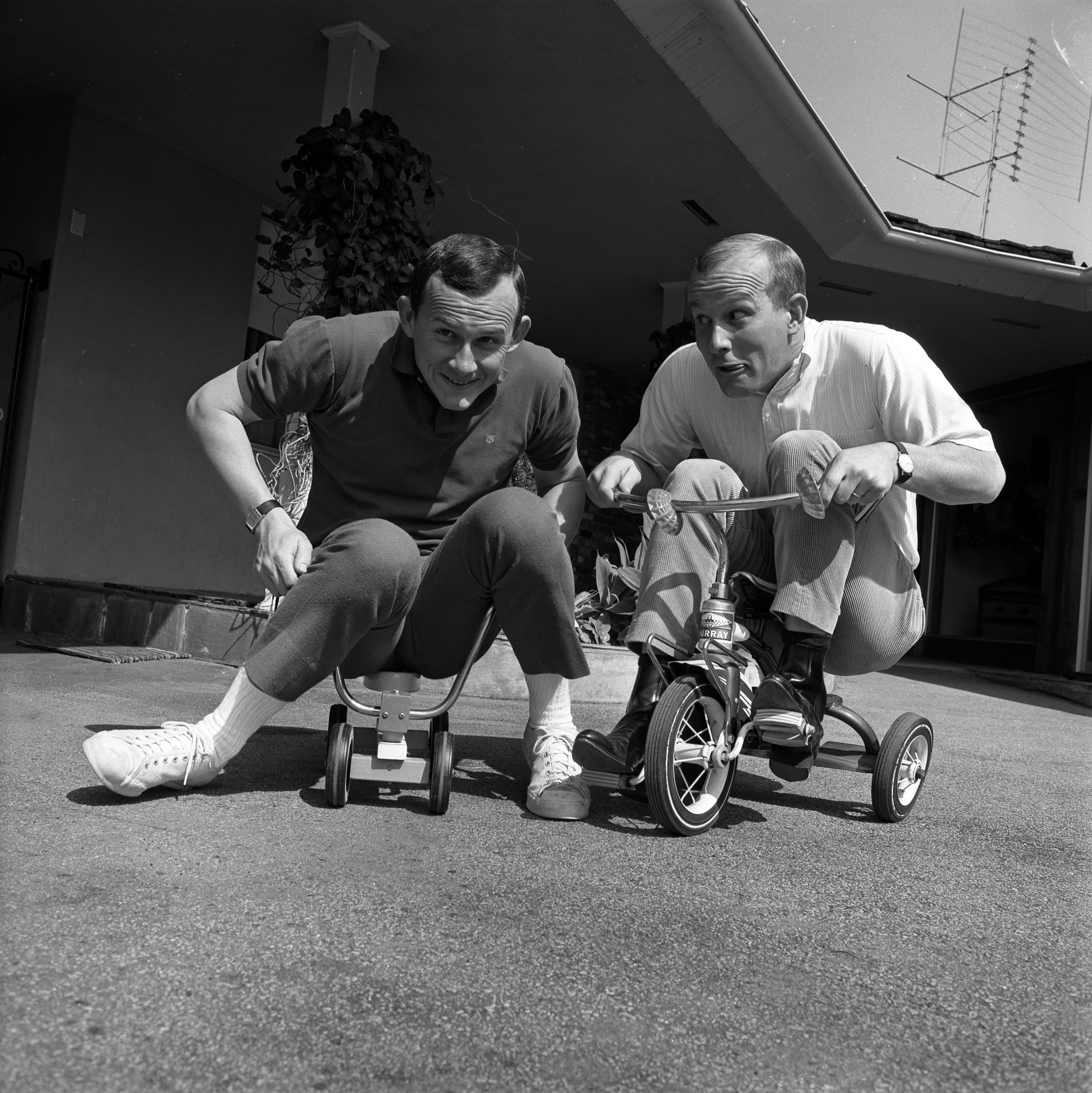
Dick (links) und Tom Smothers (1966)

Die Brüder traten 1964 in der Fernsehserie Amos Burke auf, in der sie zwei zwanghafte Hamsterer spielten. Ihre erste Fernsehserie war eine Sitcom, The Smothers Brothers Show (1965–1966), produziert von Four Star Television. Von 1967 bis 1969 waren sie in 71 Folgen von The Smothers Brothers Comedy Hour zu sehen, die jeweils rund 50 Minuten dauerten und sich über drei Staffeln erstreckten.
Die Smothers Brothers spielten in mehreren anderen Fernsehsendungen mit. Dazu gehörten 1968 The Summer Brothers Smothers Show und im Jahr 1975 The Smothers Brothers Show. Im Jahr 1978 hatten die Brüder einen Auftritt in I Love My Wife. 1981 spielten Tom und Dick Smothers in einem Fernsehdrama mit dem Titel Fitz and Bones. Die Show wurde jedoch nach fünf Folgen abgesetzt.
Auch hatten sie in mehreren Filmen Hauptrollen. 2004 spielten sie wiederum Gast auf Bonnie Hunts Life With Bonnie. Die Brüder hatten in dieser Phase auch Soloauftritte.
Im Jahr 2005 traten sie in dem Dokumentarfilm The Aristocrats auf und 2009 im Film The Informant!. Im Dezember 2009 wirkte das Duo in einer Episode der 21. Staffel von Die Simpsons mit.
Nach mehr als 51 Jahren auf Tour kündigten die Smothers Brüder 2010 ihr Karriereende an. Am 22. Juli 2019 hatten die Smothers Brothers seit fast einem Jahrzehnt ihren ersten gemeinsamen Auftritt bei einer Wohltätigkeitsveranstaltung im McCurdy’s Comedy Theatre in Sarasota, Florida. Obwohl es keine richtige Aufführung war, sprachen sie über ihre Karrieren und beantworteten Fragen des Publikums. Das Duo spendete eine Woche später einen Großteil ihrer Archive und Artefakte aus ihrer Karriere an das National Comedy Center und es erschien in der Chautauqua Institution.
Tom Smothers starb am 26. Dezember 2023 im Alter von 86 Jahren.

## Auszeichnungen

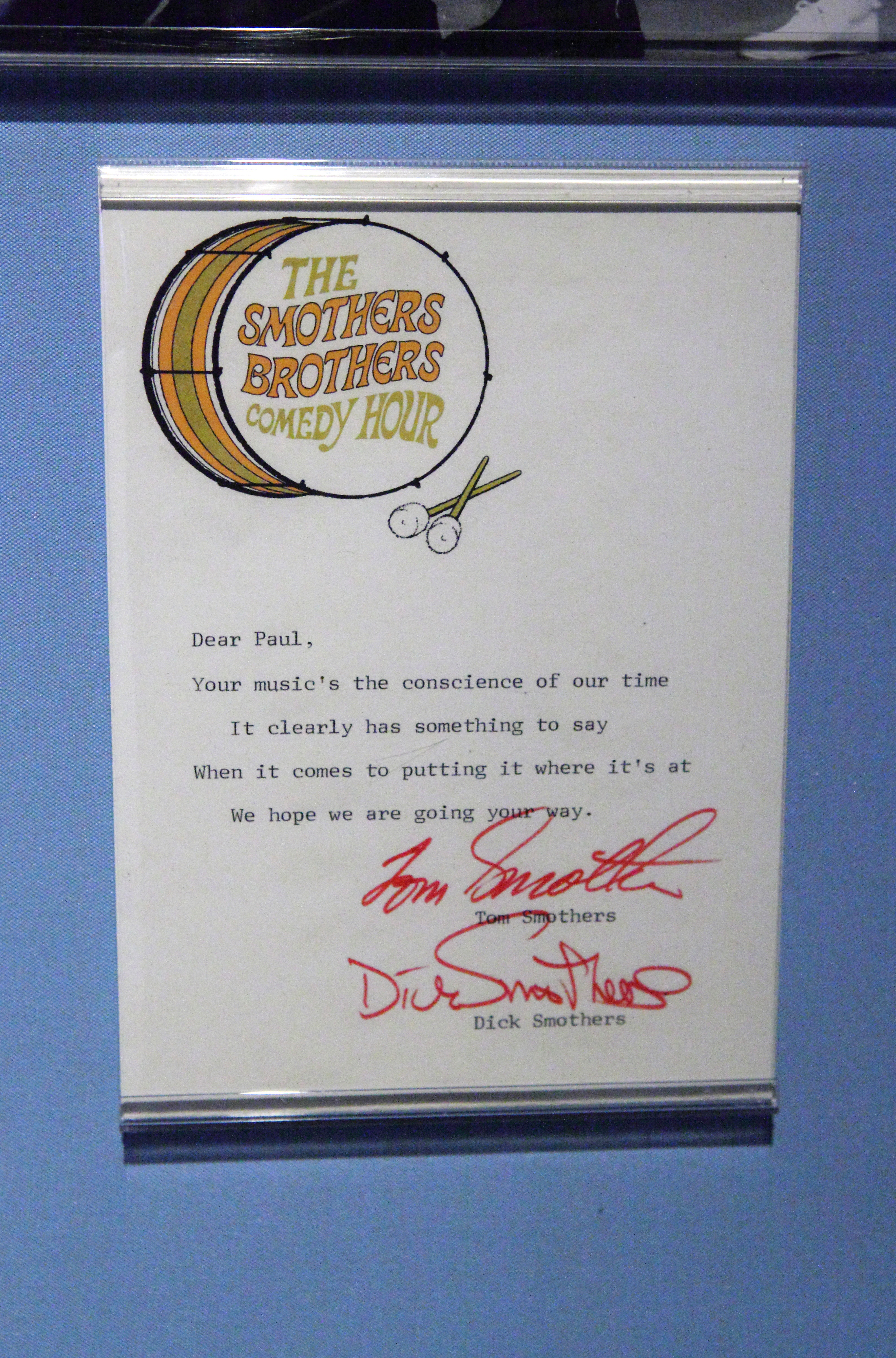
Nachricht in der Rock and Roll Hall of Fame

Im Jahr 2003 wurden die Brüder von der Video Software Dealers’ Association mit dem George Carlin Freedom of Expression Award ausgezeichnet. Die Auszeichnung war in Anerkennung der „außergewöhnlichen komischen Gaben der Brüder und ihrer unermüdlichen Unterstützung des Ersten Verfassungszusatzes“. Im selben Jahr erhielten beide die Ehrendoktorwürde der San José State University. Das Boston Comedy Festival verlieh den Brüdern 2008 einen Lifetime Achievement Award.
Im September 2008, während der 60. Primetime Emmy Awards, wurde Tommy Smothers, ein Hauptautor von The Smothers Brothers Comedy Hour, mit einem Emmy für herausragendes Schreiben in einer komödiantischen Serie ausgezeichnet. Der Preis wurde ihm von Steve Martin überreicht, einem der ursprünglichen Autoren der Serie. 1968 hatte sich Tommy Smothers geweigert, seinen Namen auf die Liste der für den Emmy nominierten Autoren zu setzen, weil er der Meinung war, dass sein Name zu umstritten war, und so war er das einzige Mitglied, das die Auszeichnung nicht erhielt.
Die Smothers Brothers wurden 2010 in die Hall of Fame der Television Academy aufgenommen.

## Diskographie
- 1961: The Smothers Brothers at the Purple Onion
- 1962: The Two Sides of the Smothers Brothers
- 1963: Think Ethnic!
- 1963: Curb Your Tongue, Knave!
- 1964: It Must Have Been Something I Said!
- 1965: Tour de Farce: American History and Other Unrelated Subjects
- 1965: Aesop's Fables
- 1966: Mom Always Liked You Best!
- 1966: The Smothers Brothers Play It Straight
- 1968: Smothers Brothers Comedy Hour
- 1969: Golden Hits of the Smothers Brothers, Vol. 2
- 1988: Sibling Revelry: The Best of the Smothers Brothers

## Filmografie (Auswahl)
- 1995: Casino (Dick)